# Vox (компания)

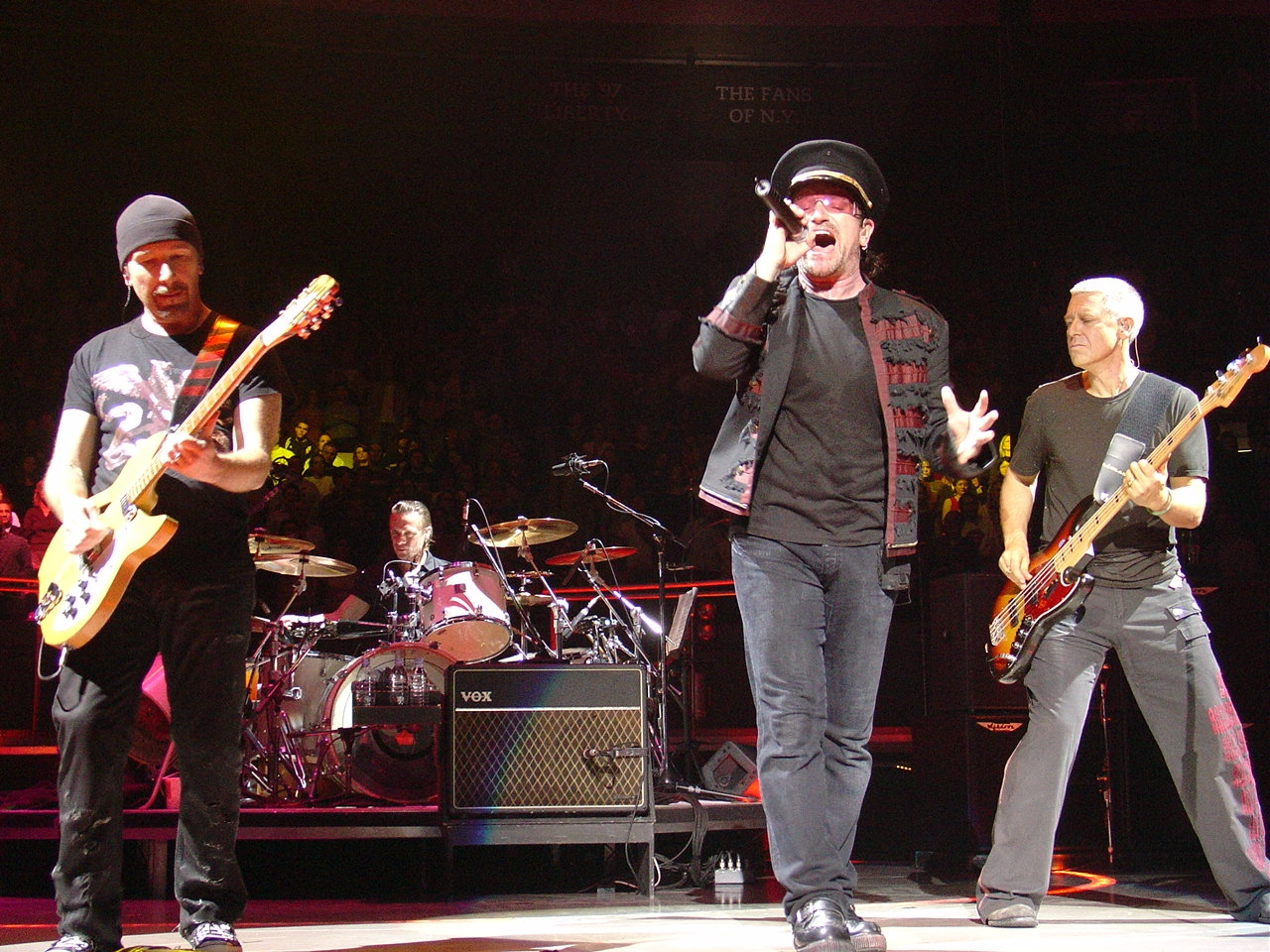
Во время концерта U2 виден усилитель Vox AC30

Vox (лат. vox — голос) — производитель музыкального оборудования, более известный изготовлением гитарного усилителя Vox AC30, электрического органа Vox Continental, и ряда инновационных, но коммерчески неудачных электрогитар и бас-гитар. Именно их использовали The Beatles (усилители и электрический орган). Основанная в Дартфорде, Англия в 1947 году компания Vox с 1992 года принадлежит японской фирме Korg.

## Valvetronix
Vox стал одним из лидеров среди производителей моделирующих цифровых усилителей после выпуска линейки Valvetronix, включающей следующий ряд усилителей: AD15VT, AD30VT, AD50VT, AD100VT.